# Helene Potjewyd
Helene Potjewyd, auch Helene Potjewijd; (* 1. Juli 1872 in Meester Cornelis, Niederländisch Ostindien; † 21. April 1947 in Buch, Steinakirchen) war eine auf Java geborene Kunstsammlerin.

## Leben
Helene Potjewyd wurde als Helena Maria Hirsch auf Java geboren als Tochter des aus Prag gebürtigen Major Theodor (Bohdan) Hirsch und der chinesischen Kaufmannstochter Sim Kjang. Sie heiratete in erster Ehe Karl Broudre von Goruszów. Aus dieser Ehe stammen zwischen 1897 und 1900 drei Kinder, die in Reichenberg in Böhmen geboren wurden.
Die Ehe wurde früh geschieden. Nach der Scheidung kehrte sie zurück nach Niederländisch Ostindien und heiratete 1925 (Apostolisches Vikariat Batavia) den Angestellten der holländischen Schifffahrtsgesellschaft Andreas Potjewyd (Potjewijd), welcher später Direktor des Bali Hotels in Denpasar (Bali) wurde.
Helena Potjewyd studierte, sammelte und veröffentlichte ihre Kenntnisse ihrer Heimat Java. Sie handelte im Hotel ihres Mannes, welches eine der wichtigsten Adressen wohlhabender und prominenter Touristen wurde, mit Werken begabter balinesischer Künstler, insbesondere Malereien und Schnitzereien. Außerdem sammelte sie traditionelle balinesische Märchen und ließ diese von einheimischen Künstlern illustrieren.
Nach dem Tod ihres Mannes 1935 kehrte Potjewyd zurück nach Wien. Ihre Kunstsammlung mit ca. 710 Objekten überließ sie als Schenkung im Jahr 1946 dem Museum für Völkerkunde in Wien. Darunter befinden sich Werke eines der bedeutendsten balinesischen Künstler, I Gusti Nyoman Lempad (1865–1978).